# The Wise Little Hen
The Wise Little Hen (Brasil: A Galinha Espertalhona) é um curta-metragem estadunidense, do gênero animação, lançado em 1934, onde aconteceu a primeira aparição do Pato Donald em Silly Symphonies (Sinfonias Tolas, no Brasil). Foi baseada na fábula A Pequena Galinha Vermelha. Ele foi animado por Art Babbitt, Dick Huemer, Dick Lundy, e Ward Kimball e dirigido por Wilfred Jackson. Ele também foi adaptado como uma história em quadrinhos por Ted Osborne e Al Taliaferro. 

## Enredo
A galinha está procurando alguém para ajudá-la a plantar seu milho. Porco Peter e Pato Donald fingem dores de barriga para escapar da tarefa. Então, com a ajuda de seus pintinhos, ela planta ela mesma. O tempo de colheita vem novamente, e Peter e Donald reclamam novamente de dores de barriga, mas a galinha percebe a mentira. Ela cozinha uma variedade de pratos de milho, chama Peter e Donald para ajudá-la a comê-los, mas antes que ela possa abrir a boca, eles já pararam com as falsas dores de barriga. Quando ela pergunta, eles estão milagrosamente "curados", mas tudo o que ela lhes dá é óleo de rícino, para ensinar-lhes uma lição. Quando a galinha come o milho sozinha, Peter e Donald, com fome, arrepende-se e começa a chutar uns aos outros.

## Vozes
- Florence Gill - A galinha
- Clarence Nash - Pato Donald
- Pinto Colvig - Porco Peter